# Donghae (musiker)
Lee Dong-hae, född 15 oktober 1986, mest känd som Donghae, är en sydkoreansk popsångare och skådespelare. Han var en av de fyra huvuddansarna i pojkbandet Super Junior och var en del av Super Juniors delgrupp, Super Junior-M. Donghae är också en av de fyra första koreanska artisterna som förekommit på ett kinesiskt frimärke.

## Privatliv
Donghae har numera en tjänst som polisman.